# Компанієць Степан Петрович
Степа́н Петр́ович Компа́нієць  (рос. Степа́н Петр́ович Компа́ниец бл. 1755 — ?) — отаман села Лозівок Черкаського повіту Вознесенського намісництва наприкінці XVIII ст.

## Біографія
Народився близько 1755 року у селі Лозівок в родині селянина Петра Компанійця. Село на той час належало родині князів Радзивилів, хоча формально вважалося частиною домену короля Речі Посполитої. Охрещений імовірно в церкві Святого Миколая у містечку Мошни. Близько 1775 року одружився з Анною Острівною — донькою місцевого жителя Зиновія Острівного. Приблизно в той же час у них народився перший син Лук'ян. Крім нього, у джерелах зафіксовано ще семеро дітей у родині.
У 1795 році Степан Компанієць постає як отаман Лозівка, що станом на той час вже перебувало у власності родини Енгельгардтів. Як отаман, він проводив ревізію села у грудні 1795 року. Згідно з укладеними казками, він поставав як селянин малоросійського походження. Подальша його доля невідома.

### Родина
- Компанієць Степан Петрович (бл. 1755 — ?)
  - Компанієць Лук'ян Степанович (бл. 1775 — ?) — син
  - Компанієць Григорій Степанович (бл. 1780 — ?) — син
  - Компанієць Кирило Степанович (бл. 1783 — ?) — син
  - Компанієць Дар'я Степанівна (бл. 1784 — ?) — донька
  - Компанієць Мотря Степанівна (бл. 1785 — ?) — донька
  - Компанієць Анисима Степанівна (бл. 1787 — ?) — донька
  - Компанієць Марія Степанівна (бл. 1790 — ?) — донька
  - Компанієць Кирило Степанович (бл. 1792 — ?) — син
- Компанієць Афанасій Петрович (бл. 1750 — ?) — старший брат
  - Компанієць Дементей Афанасійович (бл. 1775 — ?) — небіж
  - Компанієць Никифор Афанасійович (бл. 1779 — ?) — небіж
  - Компанієць Максим Афанасійович (бл. 1783 — ?) — небіж
  - Компанієць Тетяна Афанасіївна (бл. 1787 — ?) — небога
  - Компанієць Григорій Афанасійович (бл. 1789 — ?) — небіж
  - Компанієць Макар Афанасійович (бл. 1793 — ?) — небіж